# Dazzle Vision
I DAZZLE VISION sono stati un gruppo alternative metal giapponese.

## Storia
La band venne fondata nel giugno 2003 da Takuro (basso) e sua sorella Maiko (voce melodica/death). Il nucleo originale era composto dai due più Natu (batteria) e Teru (chitarra), ed eseguiva un repertorio molto influenzato dalla musica indie. La band si esibì in diversi locali, prima che il batterista abbandonasse il gruppo nel novembre 2004, venendo sostituito da Haru. Poco dopo firmarono un contratto con l'etichetta Human Noise Records, pubblicando il loro album d'esordio Origin of Dazzle il 3 novembre 2005. Agli inizi del 2006 anche Teru lasciò il gruppo, venendo sostituito da Ryu. Con questa formazione la band pubblicò il suo secondo album Camellia Japonica il 25 aprile 2007, lanciato da un videoclip girato per la canzone Camellia (successivamente inserita nella compilation Gothic Emily, pubblicata il 27 novembre); l'album si discosta molto dal precedente, abbandonando del tutto le influenze indie, che non vennero più riprese.  Il 28 marzo 2008 venne pubblicata una nuova edizione di Origin of Dazzle. Il 25 aprile, esattamente un anno dopo la pubblicazione di Camellia Japonica, Ryu lasciò il gruppo, venendo sostituito da Yu. Con il nuovo chitarrista la band pubblicò l'album Crystal Children e il singolo Metsu/All refused (滅／All refused?), entrambi il 28 novembre 2008; l'album venne preceduto da un videoclip per la canzone HERE. Nell'aprile 2010 parteciparono alla convention anime Sakura-Con, tenutasi a Seattle. Il 12 maggio venne pubblicato il quarto album, to the next, lanciato da un videoclip girato per la canzone VISION, prima che Yu fosse costretto a ritirarsi per cattive condizioni di salute; fu sostituito da John. Nella prima metà del 2011 vennero pubblicati due singoli digitali e uno commerciale: Sakura (桜?) (23 febbraio), REASON (30 marzo), e Kirari (キラリ?) (14 aprile). Il 3 giugno uscì il quinto album Kirari (キラリ?), seguito a breve distanza da un videoclip girato per la canzone Like I'm not real. Il 4 maggio 2012 venne pubblicata la compilation SHOCKING LOUD VOICE, contenente i remix di sette brani e tre inediti; la raccolta fu preceduta da due singoli digitali, entrambi pubblicati il 31 marzo 2012: The Second (セカンド?) e This Is What Rock n' Roll Looks Like; quest'ultimo vede la collaborazione del cantante statunitense Ivan Moody, leader dei Five Finger Death Punch. Il 9 novembre venne pubblicato un altro singolo, Evolution.
Nell'aprile del 2013 John fu costretto a lasciare la band, a causa di gravi problemi di salute. Il suo posto venne preso da TONY, già militante nei SYN (band heavy metal fondata dall'ex-High and Mighty Color HALCA). Con la nuova formazione, la band registrò il suo sesto album, Final Attack, pubblicato il 7 marzo 2014.
Nell'aprile 2015, Takuro e Maiko annunciarono lo scioglimento della band.

## Formazione

### Ultima
- Maiko (マイコ?) – voce melodica, voce death (2003 - 2015)
- TONY – chitarra (2013 - 2015)
- Takuro (タクロウ?) – basso, pianoforte, tastiere, cori (2003 - 2015)
- Haru (ハル?) – batteria (2004 - 2015)

### Altri membri
- Natu (ナツ?) – batteria (2003 - 2004)
- Teru (タナ?) – chitarra (2003 - 2006)
- Ryu (リュウ?) – chitarra (2006 - 2008)
- Yu (ユウ?) – chitarra (2008 - 2010)
- John (ジョン?) – chitarra (2010 - 2013)

## Discografia

### Album in studio
- 2005 - Origin of Dazzle
- 2007 - Camellia Japonica
- 2008 - Crystal Children
- 2010 - To the Next
- 2011 - Kirari
- 2014 - Final Attack

### Raccolte
- 2012 - Shocking Loud Voice

### Singoli
- 2008 - Metsu/All refused
- 2011 - Sakura
- 2011 - REASON
- 2011 - Kirari
- 2012 - The Second
- 2012 - This Is What Rock n' Roll Looks Like
- 2012 - Evolution

### Altre apparizioni
- 2007 – Gothic Emily
- 2008 – Taiwan Bousou
- 2008 – Fresh Cuts from Japan - Hardcore.